# Jovita Jutelytė
Jovita Jutelytė (Kėdainiai, 9 marzo 1971) è un'ex cestista lituana, fino al 1989 sovietica.

## Carriera
Con la Lituania ha disputato due edizioni dei Campionati europei (1995, 1997).